# Juan de Dios Uribe
Juan de Dios Uribe (Andes (Antoquia), 1859 - San Francisco de Quito, 1900), conocido como El Indio Uribe o simpemente El Indio, fue un escritor, intelectual y periodista colombiano.
Uribe se valió de sus escritos para promulgar sus ideas libertarias en un gobierno profundamente católico y conservador de Rafael Núñez y la Regeneración, siendo condenado al exilio y muriendo en Ecuador en 1900.
Entre sus facetas como escritor destacan la comedia, la política y los panfletos. Fundó con sus colegas los periódicos La Política, El Sagitario y Los Refractarios y era políticamente cercano a los ideales del Partido Liberal Colombiano. 
Se considera como gran descriptor de la naturaleza y de las costumbres, un crítico de gusto refinado y el más alto representante de la iniciativa justa y resonante; así como el primer escritor político de Colombia. En la actualidad su figura es objeto de respeto y estudio por literatos y periodistas antioqueños.

## Biografía
Estudió en la escuela normal de Popayán. Siguió informales estudios de filosofía y letras. En Bogotá conoció y trató a grandes hombres de Colombia. Tomó parte en luchas candentes de la política de entonces, fue diputado y periodista, agitador de masas en las sociedades de salud pública y tuvo, desde entonces, a Núñez y su reforma reaccionaria católica por enemigo capital de su existencias. 
Escribió prosa desde muy joven. Su estilo fue siempre el mismo, es decir, inimitable, desde el primer bosquejo hasta su 'Casa del Cisne'. Corto, fornido, de cabeza grande, pelo bermejizo, lacio y rebelde, que le valió el apodo cariñoso de ¨Indio¨.
El comunismo de los primeros cristianos y las obras de misericordia eran su ideal y su guía práctica de la vida. Núñez lo desterró ¨por escritor incontrastable de verdad y de venganza...¨. Trece años duró en el exilio, con una fugaz entrada a Medellín, a dar un abrazo a su madre. Por algunas intervenciones públicas fue nuevamente preso, desterrado o confinado a las Islas de San Andrés y Providencia (1893), se escapó temerariamente a Nicaragua, de ahí luego a Ecuador donde murió en 1900.
Fundó con Diógenes Arrieta el periódico ¨La Política¨, con Antonio José Restrepo ¨El Sagitario¨ y con Vargas Vila ¨Los Refractarios¨, a más de ¨La Batalla¨, ¨La Actualidad¨, ¨La Siesta¨, ¨El Microscopio¨ y ¨El Correo Liberal¨. Célebres y magistrales son sus artículos de figuraron en Somatén y en La Fragua. Es autor del prólogo al libro poético de Antonio José Restrepo. Tradujo ¨El Cuervo¨ de Edgar Allan Poe. Sus obras han sido recopiladas en un libro de por sí candente: Sobre el Yunque. Libros de cuentos: El Octavo Mandamiento. Otros: Leonidas Plaza Gutiérrez, Lecturas de Juan Montalvo y Candelario Obeso, escrito con Antonio José Restrepo.
En su casa donde nació, costado norte de la plaza principal de Andes, se colocó una placa conmemorativa con esta inscripción:

JUAN DE DIOS URIBE R.
Emuló a Montalvo, sufrió como Arístides
el destierro por la justicia y la libertad.
15 de octubre de 1859 - Andes
Quito, 10 de enero de 1900.